# Cantonul Valenciennes-Nord
Cantonul Valenciennes-Nord este un canton din arondismentul Valenciennes, departamentul Nord, regiunea Nord-Pas-de-Calais, Franța.

## Comune
- Aubry-du-Hainaut
- Bellaing
- Petite-Forêt
- Valenciennes (Valencijn) (parțial, reședință)
- Wallers (Wallaar)